# Achille Lemot
Pour les articles homonymes, voir Lemot.
Achille Lemot, né le 31 décembre 1846 à Reims et mort le 19 septembre 1909 à Asnières, est un illustrateur, vignettiste et caricaturiste français, également connu sous les pseudonymes Uzès ou Lilio.

## Biographie
Né le 31 décembre 1846 de Simon Valentin et de Jeanne Marguerite Coulon, sa mère se remaria le 1er septembre 1858 avec Hubert Théophile Lemot.
Élève boursier du lycée de Reims, élève d’André Gill, Désiré Achille Valentin, dit Achille Lemot, a été rendu célèbre par le roman Sapho d'Alphonse Daudet, inspiré de sa malheureuse histoire d’amour avec Augustine-Reine Attagnant, pour laquelle il devint faussaire en juillet 1871. La Cour d’assises le condamna à 10 ans de réclusion pour l’émission de faux billets de 20 francs de la Banque de France.
Il illustra les ouvrages de Charles Leroy, le beau-frère d’Alphonse Allais, avec des dessins du colonel Ramollot. Illustrateur de nombreux journaux, avec des dérives parfois antisémites, il fut l'un des collaborateurs attitrés du Pèlerin et des revues enfantines de la Maison de la bonne presse de 1884 à sa mort.
Il est inhumé au cimetière ancien d'Asnières-sur-Seine.

## Quelques dessins célèbres

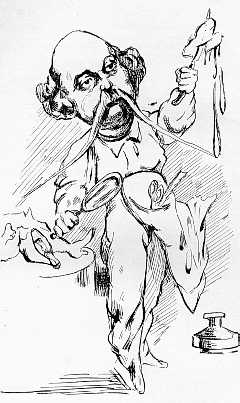
Gustave Flaubert disséquant madame Bovary

- Gustave Flaubert disséquant madame Bovary (1869)
- Le Colonel Ramollot
- Portrait de Léon Bloy, Cahiers de novembre-décembre 1925
- Illustrations du Pèlerin

## Galerie

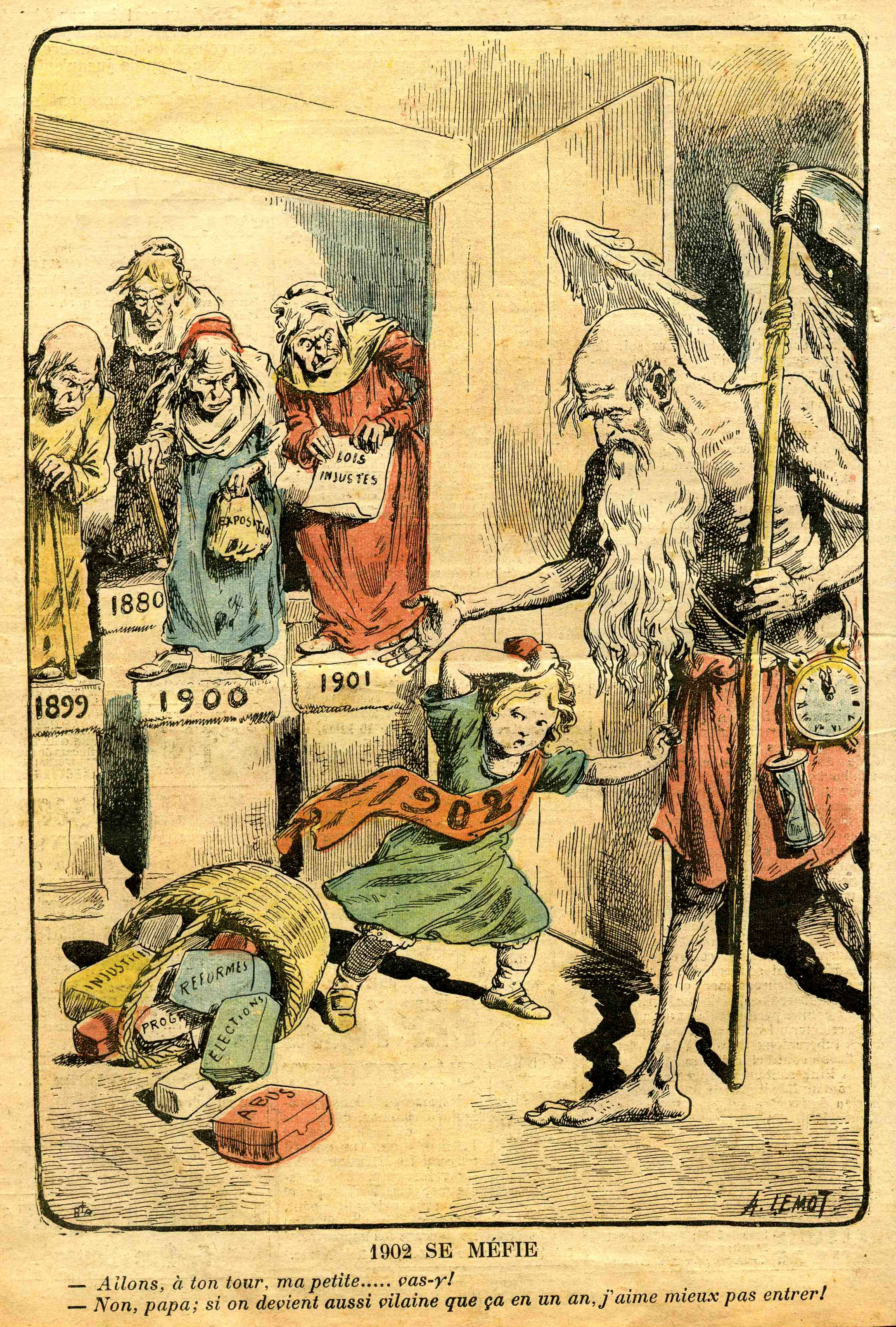
Le Pèlerin, 5 janvier 1902
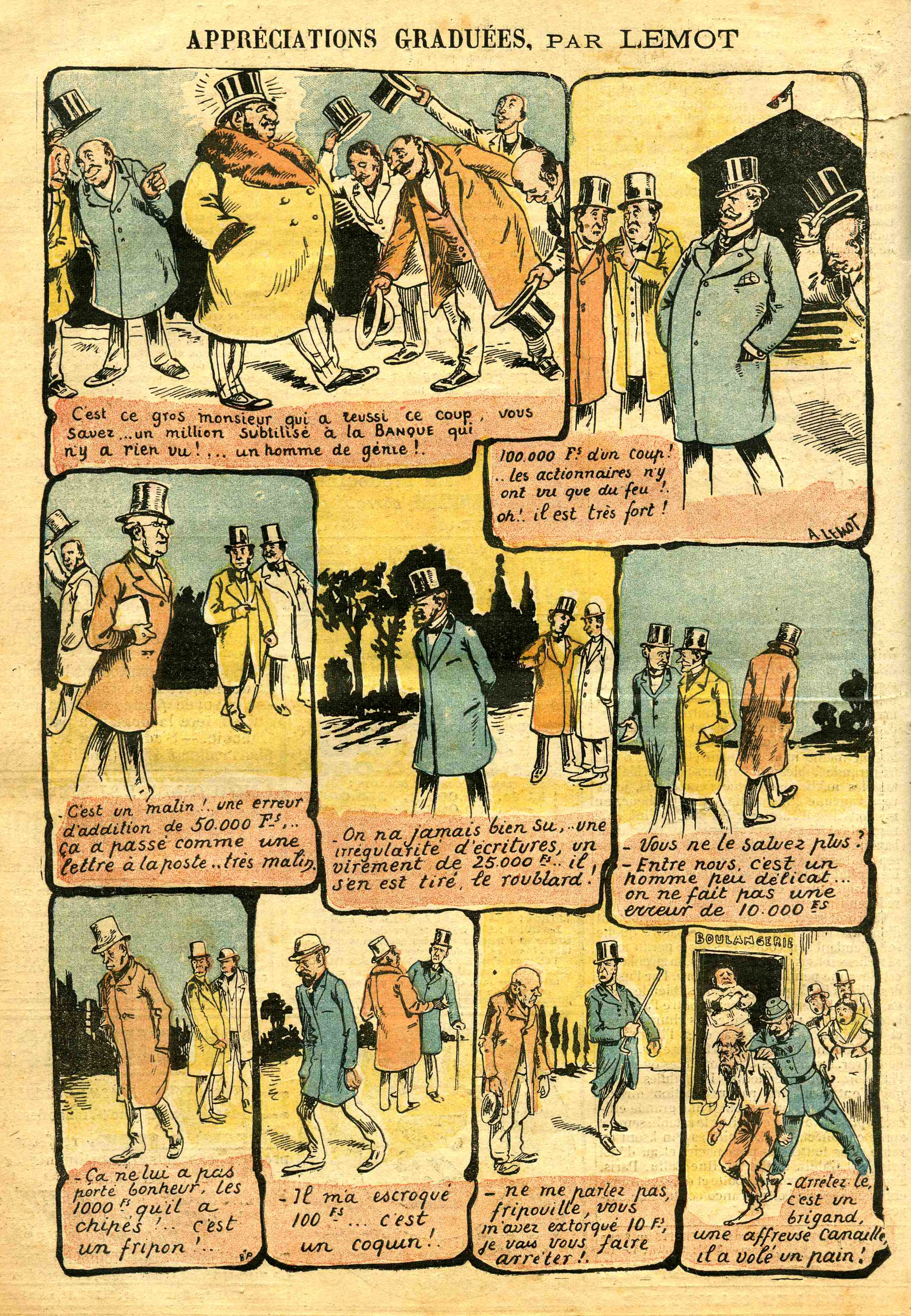
Le Pèlerin, 19 janvier 1902
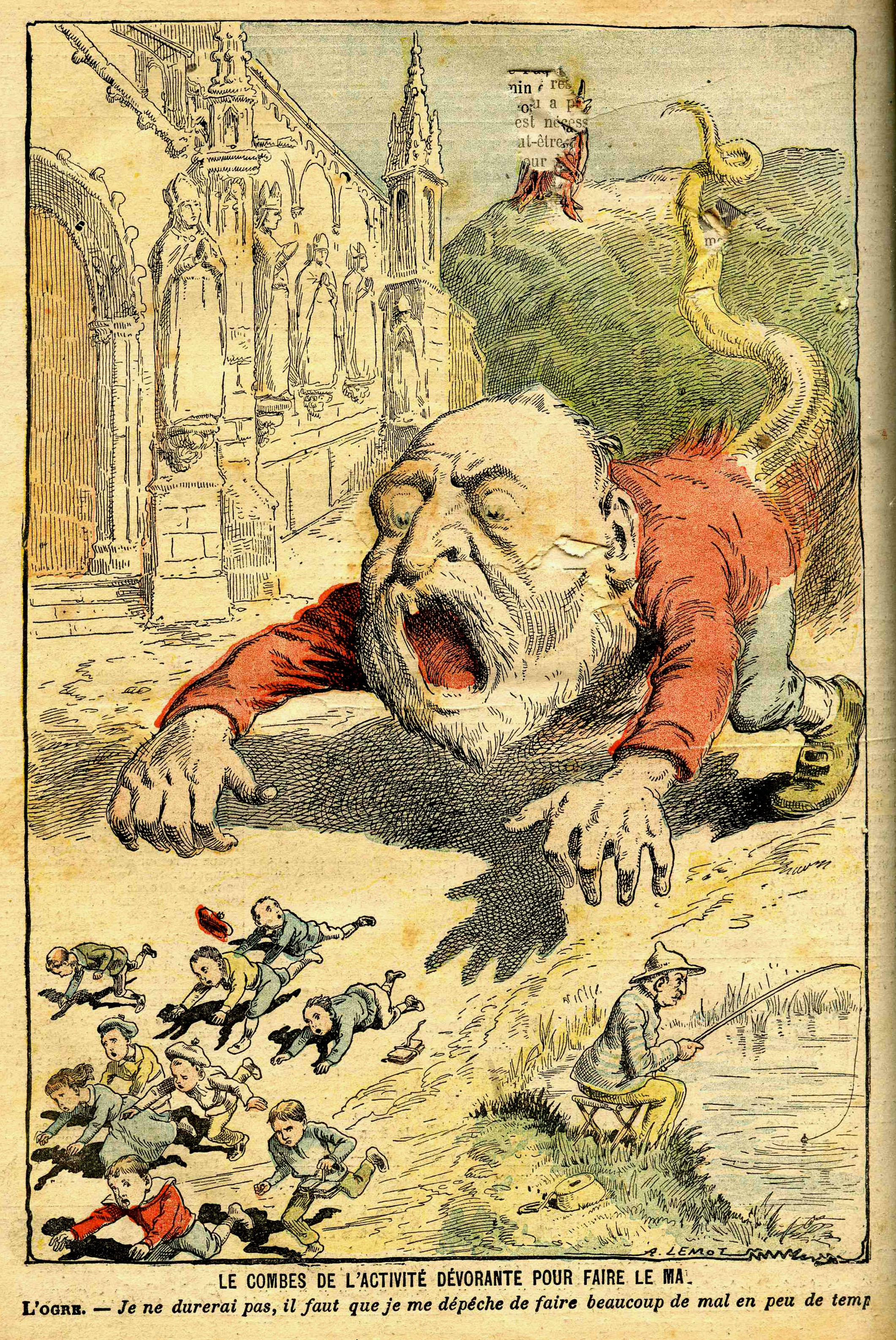
Le Pèlerin, 27 juillet 1902
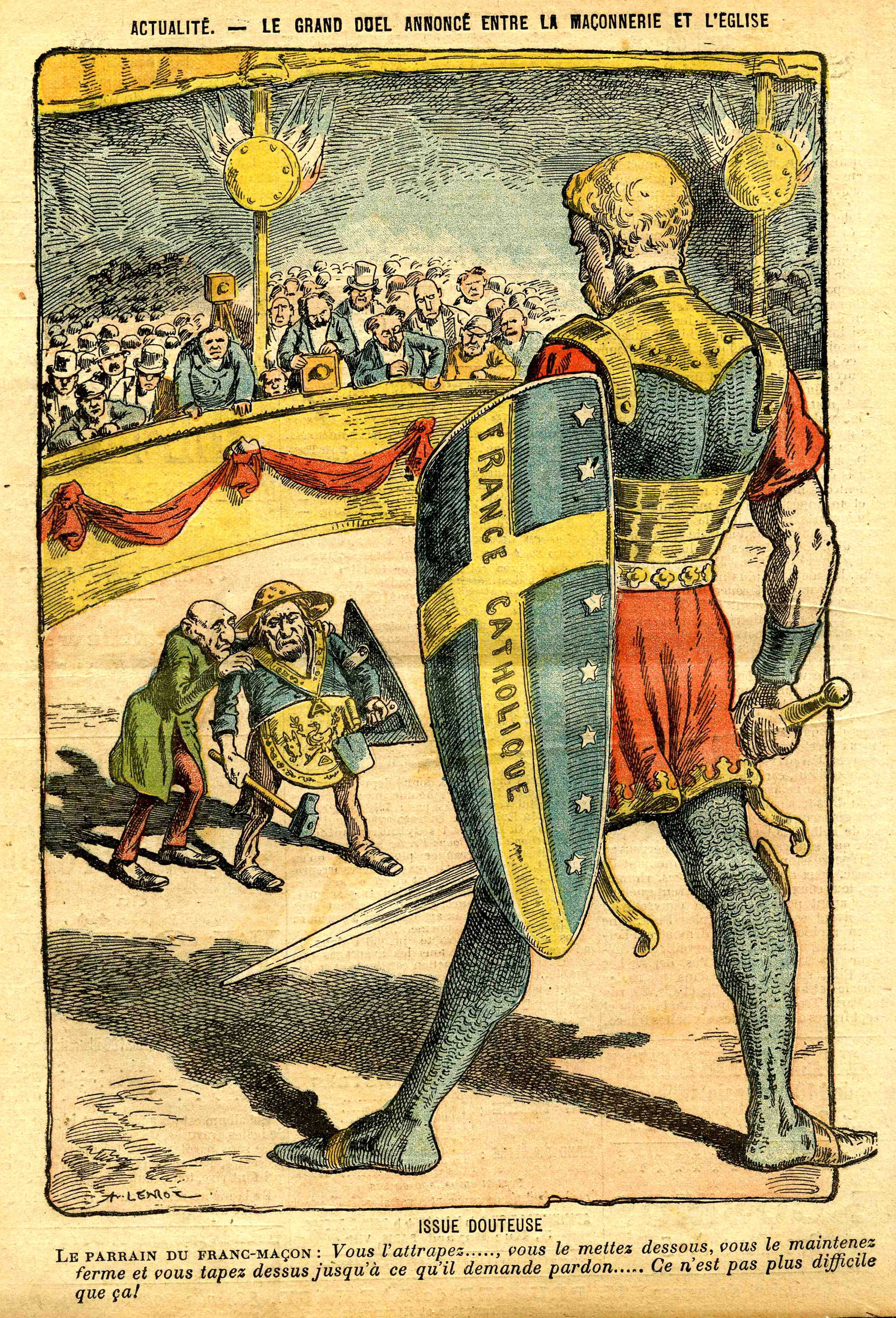
Le Pèlerin, 12 octobre 1902
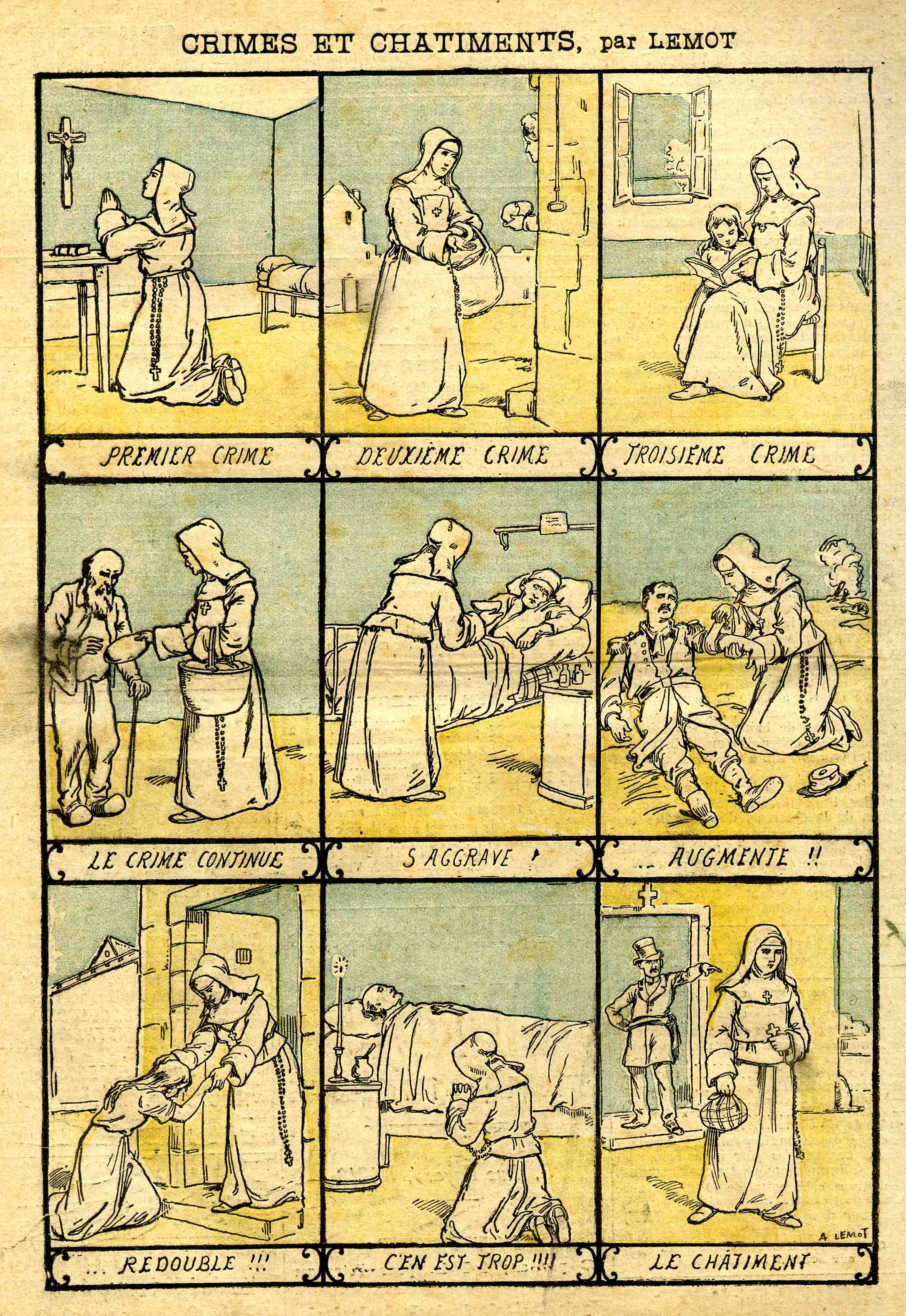
Le Pèlerin, 26 octobre 1902
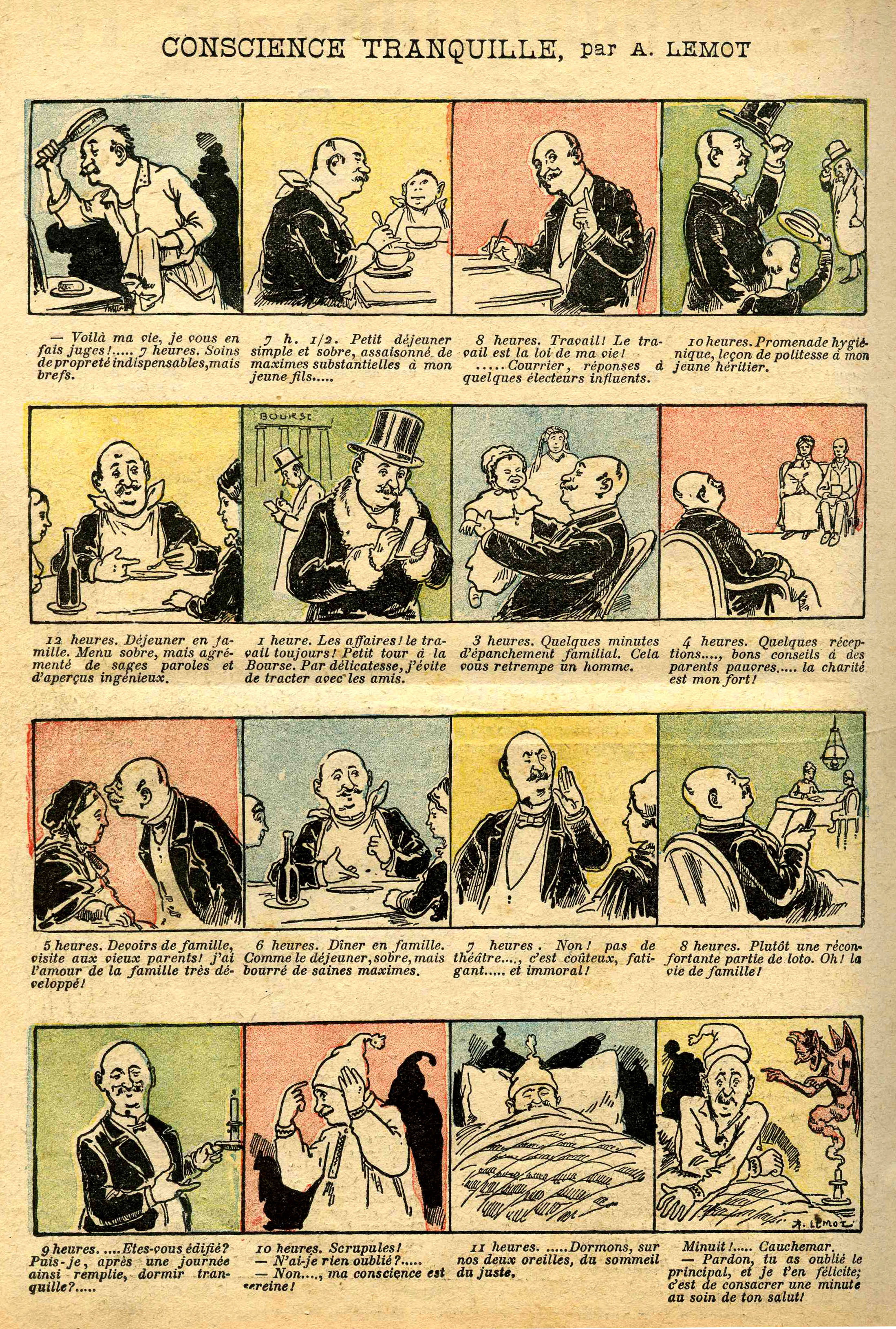
Le Pèlerin, 7 décembre 1902
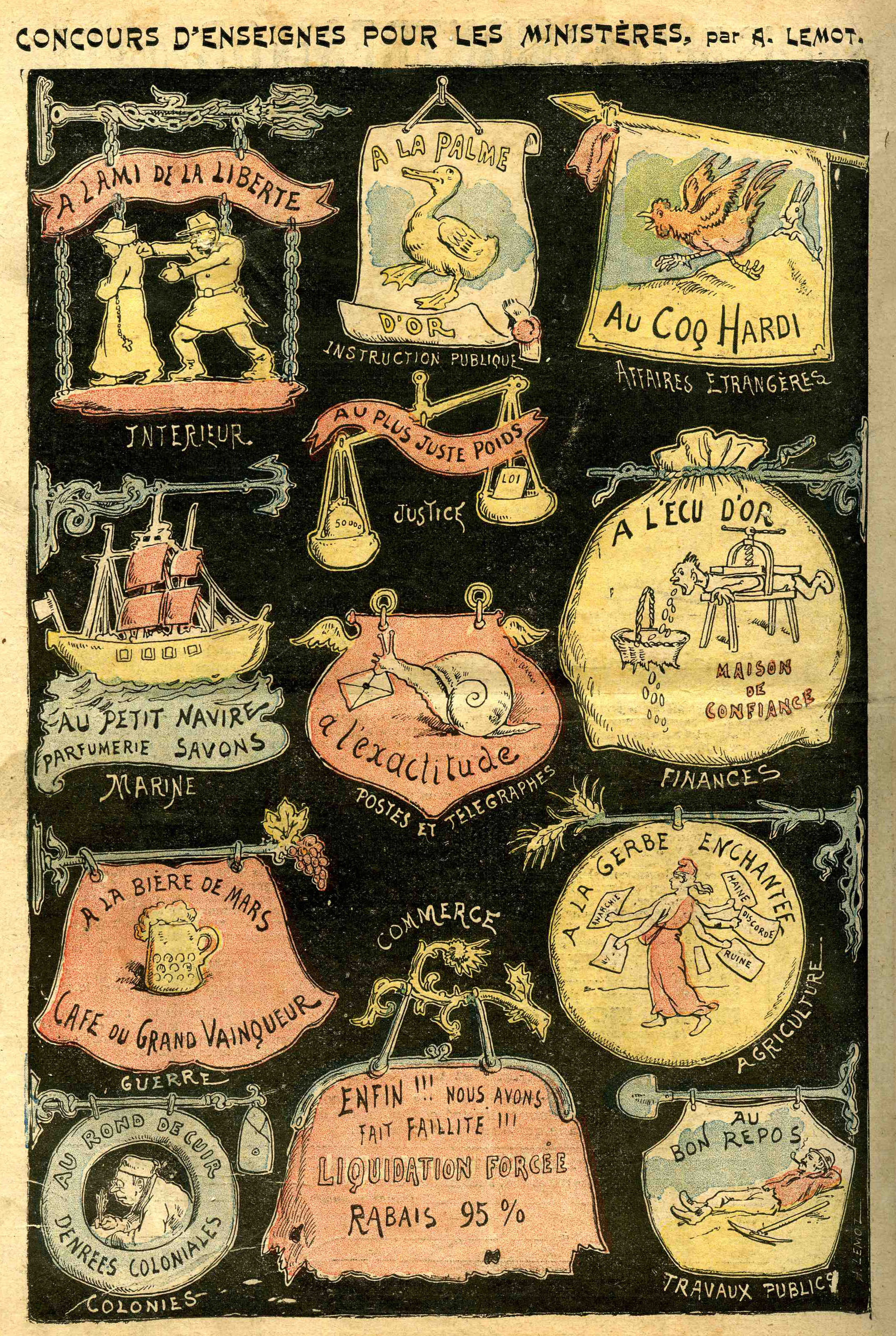
Le Pèlerin, 14 décembre 1902

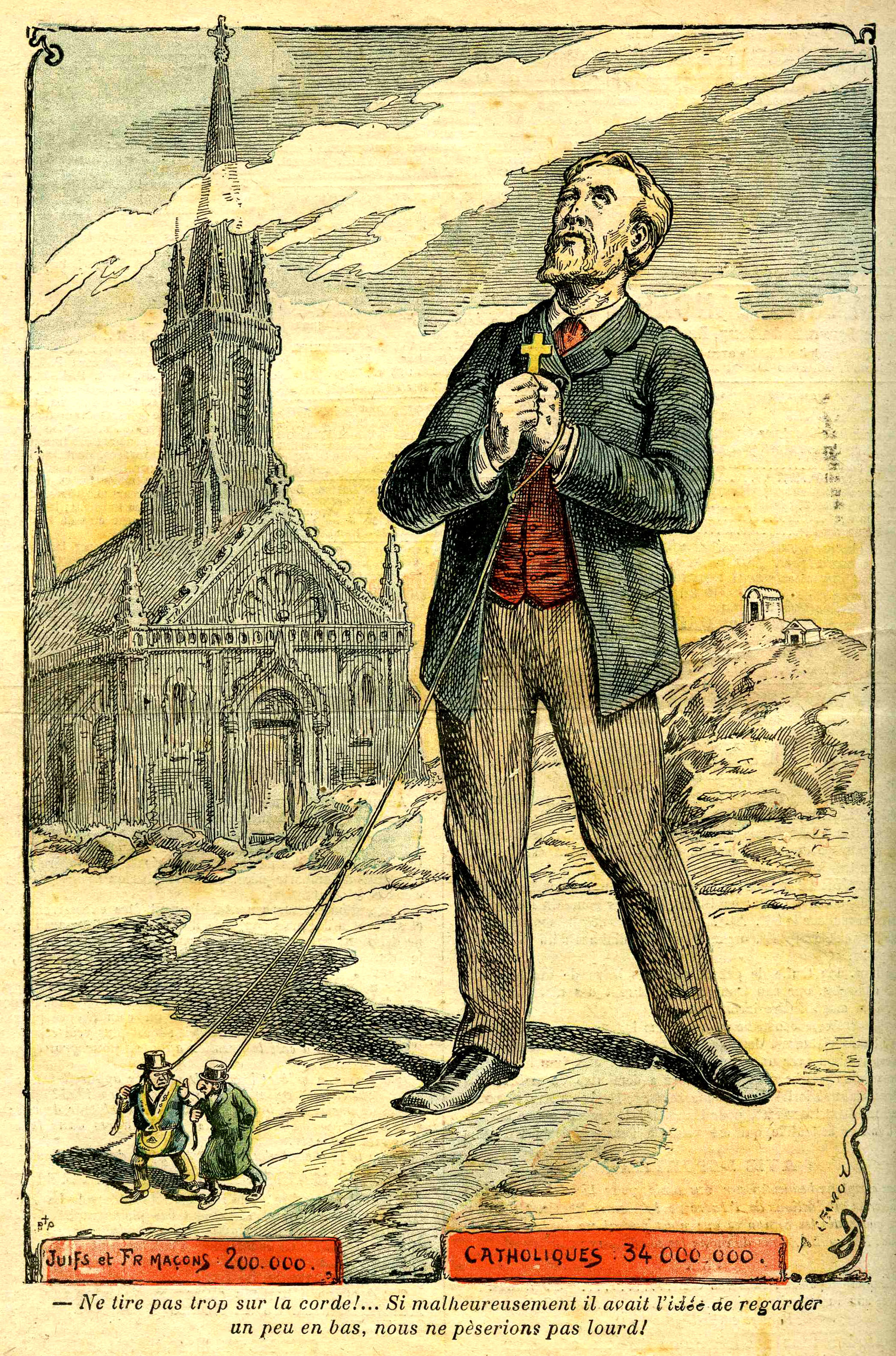
Le Pèlerin, 31 août 1902 Dessin montrant la France catholique conduite par les Juifs et les francs-maçons.
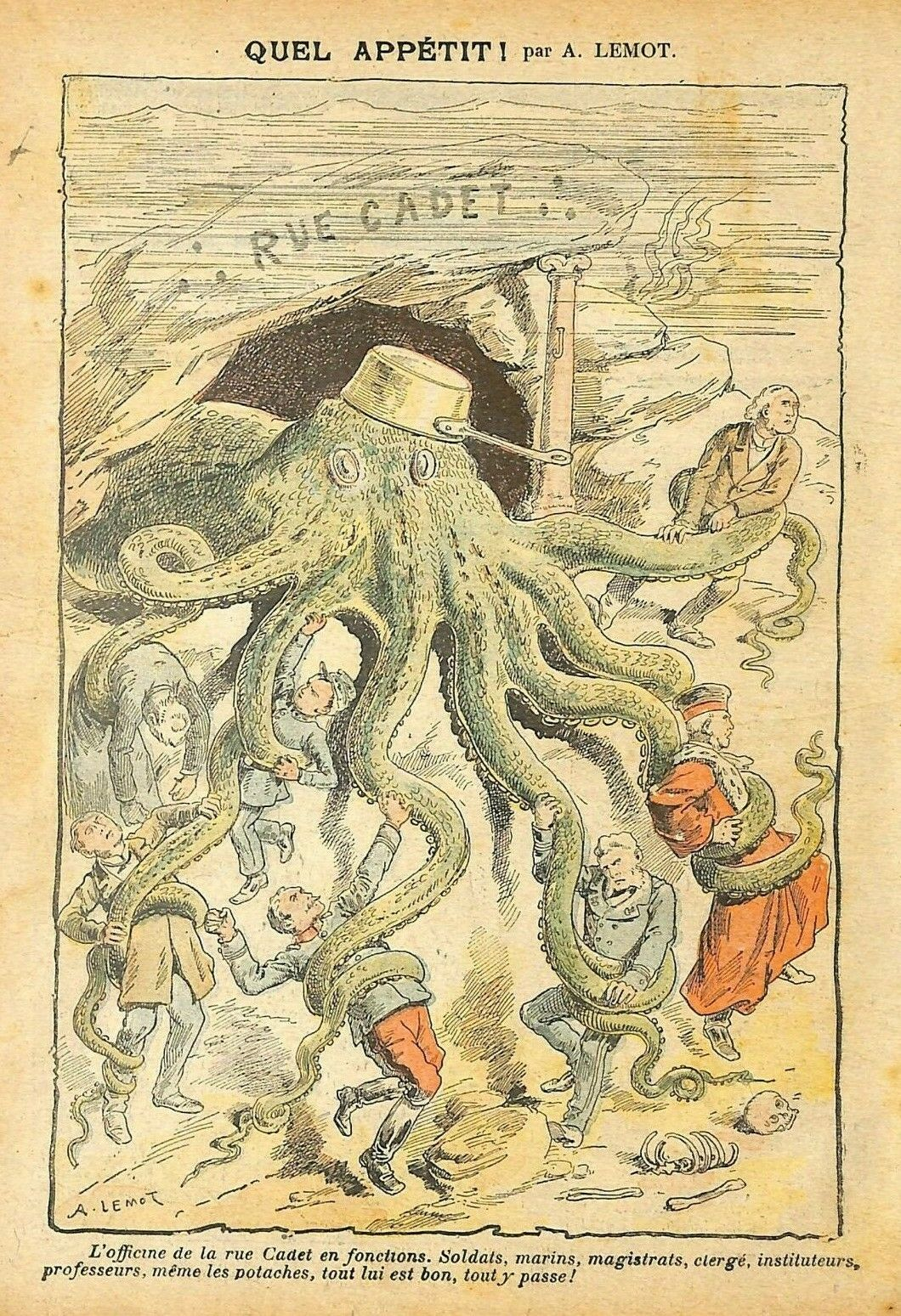
Le Pèlerin, 18 décembre 1904 Allégorie du Grand Orient de France dans l'affaire des fiches.